# The Hand
The Hand is een Amerikaanse horrorfilm uit 1981, geschreven en geregisseerd door Oliver Stone en gebaseerd op de roman The Lizard's Tail van Marc Brandel. De originele filmmuziek is van James Horner en was een van zijn vroegste projecten. Warner Bros. bracht de film op 25 september 2007 uit op dvd.

## Verhaallijn
Jon Lansdale is een striptekenaar die zijn hand verliest, waardoor deze een eigen moorddadig leven gaat leiden.

## Rolverdeling
- Michael Caine als Jon Lansdale
- Andrea Marcovicci als Anne Lansdale
- Annie McEnroe als Stella Roche
- Bruce McGill als Brian Ferguson
- Viveca Lindfors als psycholoog
- Rosemary Murphy als Karen Wagner
- Mara Hobel als Lizzie Lansdale
- Tracey Walter als politieagent
- Pat Corley als sheriff
- Charles Fleischer als David Maddow

## Ontvangst
The Hand heeft een Rotten Tomatoes-score van 29% op basis van 21 recensies.  Op Metacritic heeft de film een score van 59 uit 100, gebaseerd op 6 recensies. 